# Risquons-Tout
Risquons-Tout is een gehucht en wijk van de Belgische stad Moeskroen, in het westen van de Waalse provincie Henegouwen. De ongewone naam is afkomstig van een herberg. Het gehucht ligt vlak tegen de grens met het Vlaamse Rekkem en de grens met Frankrijk. Risquons-Tout vormt de noordelijkste uitloper van de bebouwing van het stadscentrum. Direct ten noorden begint een landelijker gebied met het gehucht Paradijs van Rekkem. Westwaarts loopt de bebouwing van Risquons-Tout direct ineen met de verstedelijking van het Noord-Franse Neuville-en-Ferrain en Tourcoing.
Het gehucht behoorde tot 1963 bij Rekkem, maar werd toen bij de vastlegging van de taalgrens overgeheveld naar Moeskroen, dat Waals werd. Risquons-Tout heeft zijn eigen parochie en kerkje, de Sint-Pauluskerk.

## Geschiedenis

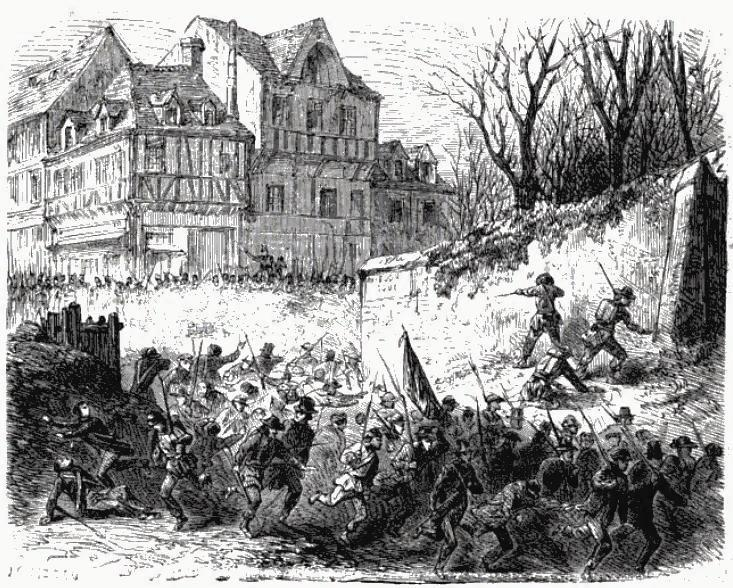
Het gevecht op een Franse prent uit 1863

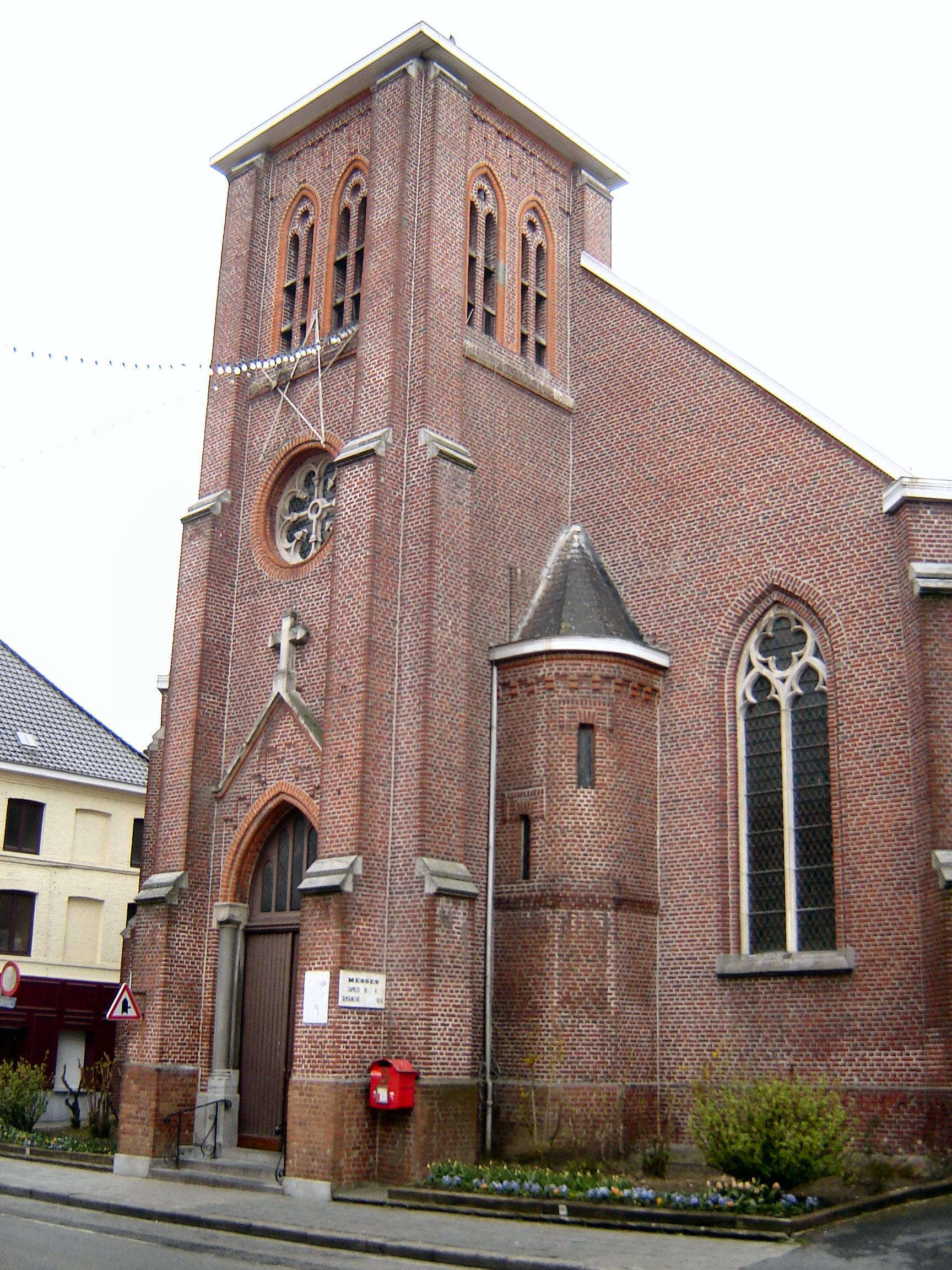
De Sint-Pauluskerk

In het revolutiejaar 1848 probeerde het Belgisch legioen, een in Frankrijk bijeengetrokken troepenmacht van Belgische revolutionaire democraten, op 29 maart de grens over te steken om in België opstanden uit te lokken en de monarchie omver te werpen. Ze werden opgewacht en uiteengejaagd door een legerafdeling onder Joseph Fleury. Zeven revolutionairen werden hierbij gedood en zestig werden gevangengenomen. Op een assisenproces in Antwerpen werden zeventien doodstraffen uitgesproken.
Deelgemeenten: Moeskroen · Dottenijs · Herzeeuw · Lowingen

Overige kernen: Herzeeuw-Station · La Coquinie · Les Ballons · Mont-à-Leux · Risquons-Tout · Petit-Audenaerde

Belgische gemeenten · arrondissement Doornik-Moeskroen · Henegouwen · Wallonië